# Isaäc Warnsinck

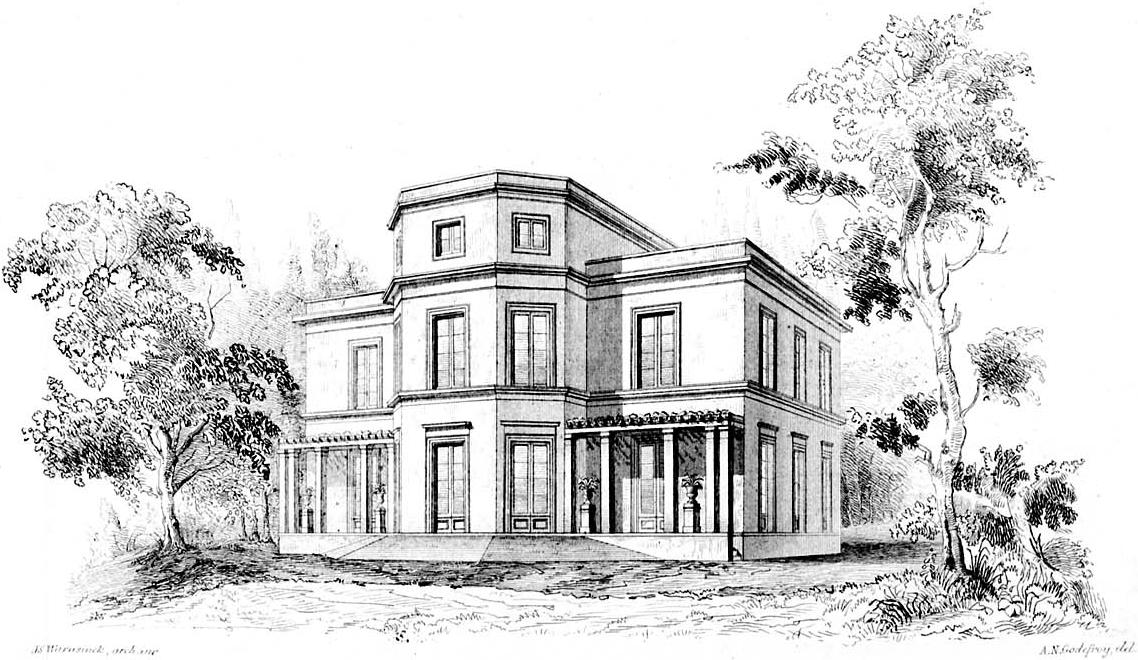
Landhuis Lindeheuvel, Overveen. 1840-1841.

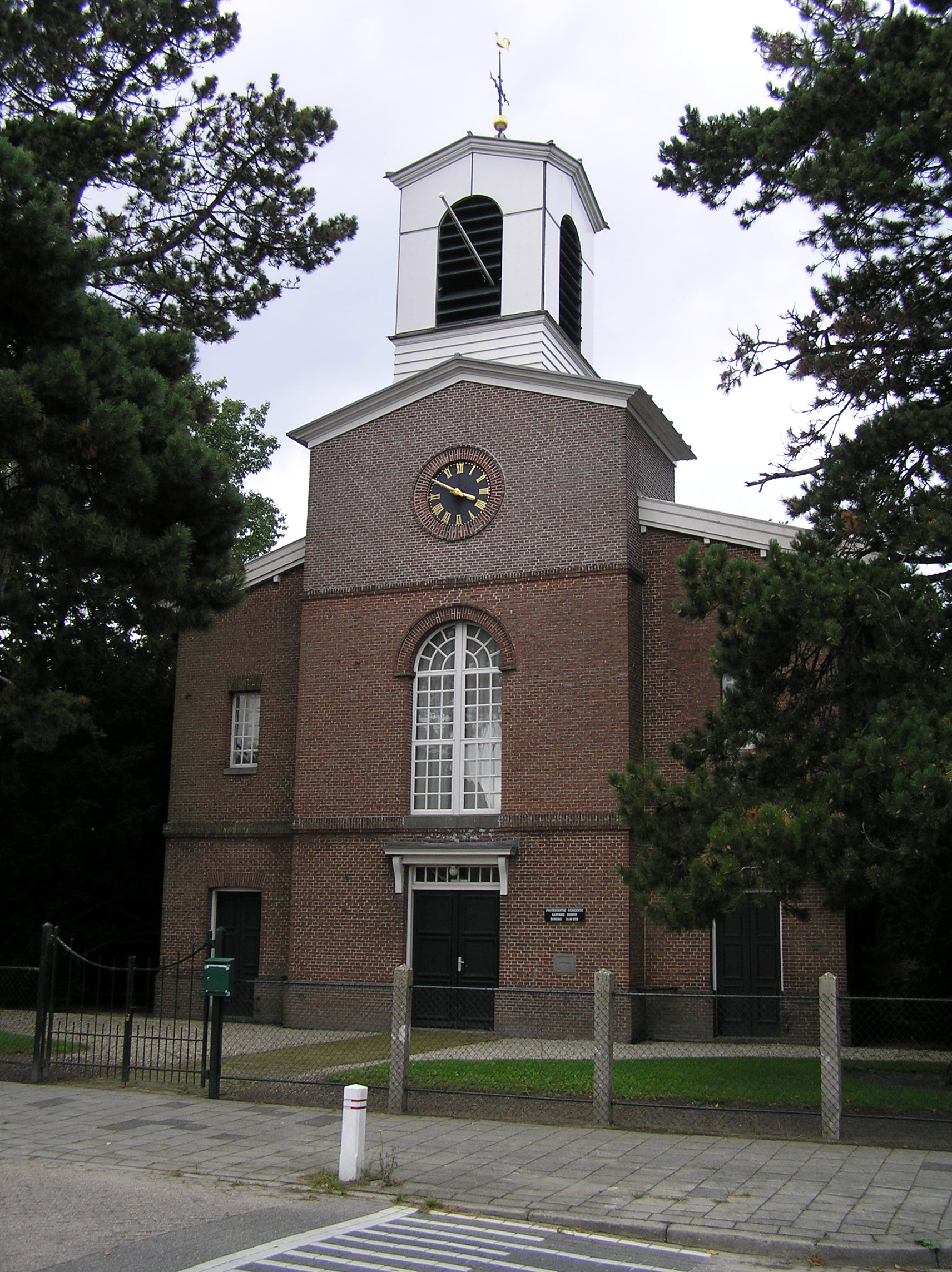
Hervormde Kerk Wilhelminadorp. 1840.

Isaäc Warnsinck (Amsterdam, 22 maart 1811 - aldaar, 22 april 1857) was een Nederlands architect en gemeenteraadslid te Amsterdam.

## Beknopte biografie
In 1838 vestigde Warnsinck zich als architect te Amsterdam. Daarnaast zat hij vanaf 1851 in de Amsterdamse gemeenteraad en was hij daar van september 1854 tot september 1856 wethouder Publieke Werken. In zijn opvattingen was hij een groot aanhanger van de Duitse architect Karl Friedrich Schinkel, zoals hij onder meer liet weten in een beschrijving van de door hem ontworpen kerk in Wilhelminadorp.

## Enkele werken
- 1832-1832 Leeuwarden: Poorthuisjes tot de Oude Stadsbegraafplaats Leeuwarden
- 1840-1840 Wilhelminadorp: Hervormde kerk
- 1840-1841 Overveen: Landhuis Lindeheuvel
- 1845-1850 Amsterdam: eerste Nederlandse cellulaire gevangenis
- 1849-1851 Gorinchem: Hervormde kerk (samen met zijn leerling A.N. Godefroy)
- 1853-1853 Amsterdam: Zangtribune in de voormalige katholieke schuilkerk De Star
- 1852-1856 Utrecht: gevangenis aan het Wolvenplein, de tweede Nederlandse cellulaire gevangenis, in juni 2014 gesloten